# Nafovanny

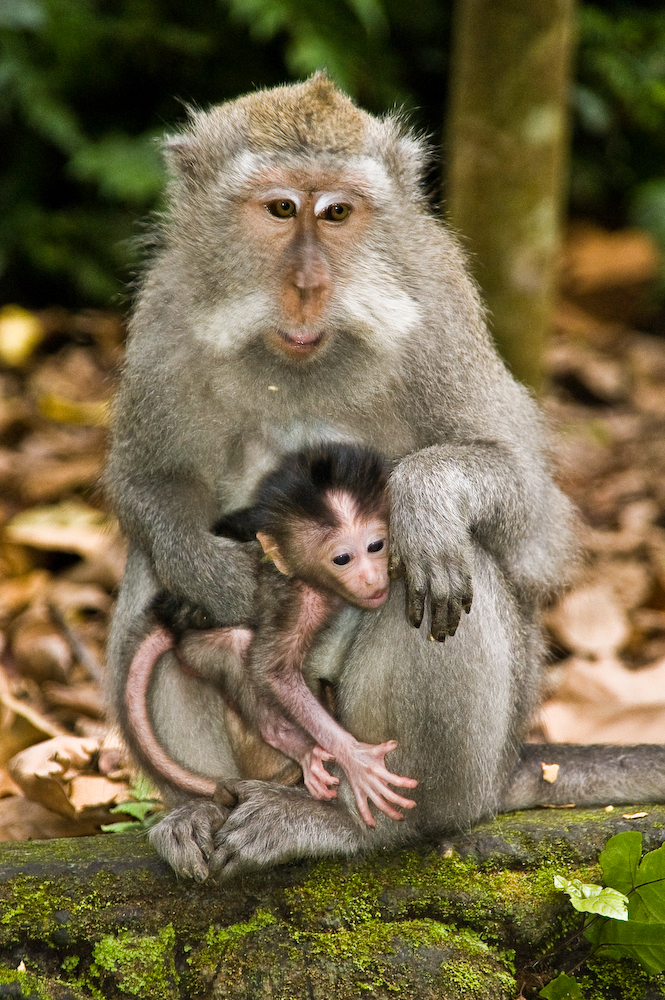
Macaque crabier et son bébé.

Nafovanny, au Vietnam, est le plus grand élevage de singes en captivité du monde. L'élevage accueille plus de 30 000 macaques crabiers, destinés aux tests en laboratoire.